# Varietät (Linguistik)
Eine Varietät oder Sprachvarietät ist in der Sprachwissenschaft eine bestimmte Ausprägung einer Einzelsprache, die diese Einzelsprache ergänzt, erweitert oder modifiziert, jedoch nicht unabhängig von dieser existieren kann. Von Varietät spricht man jedoch nur, wenn die Sprachformen einer untersuchten Gruppe eindeutige sprachliche Gemeinsamkeiten aufweisen. Teilgebiete der Sprachwissenschaft, die sich mit der Untersuchung von Varietäten beschäftigen, sind die Varietätenlinguistik, die Soziolinguistik und die Dialektologie, zudem im Zusammenhang mit Sprachwandelprozessen, die historisch-vergleichende Sprachwissenschaft.
Eine Standardsprache (Hochsprache) ist eine Varietät, die sich, beispielsweise durch den Gebrauch als Schriftsprache oder hinsichtlich Grammatik und Aussprache, als eine großräumig verfügbare Sprachnorm einordnen lässt. Man unterscheidet standardisierte Varietäten (Standardsprachen einer Einzelsprache) und weniger standardisierte Varietäten (oft Regionalsprachen oder Regiolekte, Dialekte/Mundarten, Soziolekte, Umgangssprache). Das ist unabhängig davon, ob es sich bei diesen jeweils um eine Vollsprache handelt oder nicht. Beispiele für nicht-vollsprachliche Varietäten sind etwa die Fachsprachen bestimmter Berufsgruppen, die zwar meist über ein ausgeprägtes eigenständiges Fachvokabular verfügen, aber ohne die Wörter und die Grammatik der zugrundeliegenden Sprache nicht denkbar wären.

## Modell nach Coseriu
Im Modell des Varietätenraumes unterscheidet Eugenio Coseriu Varietäten nach ihrer Funktion in der
- diaphasischen (in Bezug auf den kommunikativen Kontext: Intention, Stil)
- diastratischen (in Bezug auf die Gesellschaftsschicht: Soziolekt)
- diatopischen (geografischer Bezug: Dialekte (Mundart), Regiolekte)

Dimension. Für diastratische Varietäten sind dabei die Identität der Sprecher (beispielsweise Jugendsprache, Idiolekt, Frauensprache, Männersprache, Fachsprachen) und die Zugehörigkeit zu einer Schicht oder Gruppe (Soziolekt, s. a. Bernstein-Hypothese) ausschlaggebend. Diaphasische Varietäten sind durch funktionelle und situative Orientierung gekennzeichnet (z. B. ebenfalls Fachsprachen, Umgangssprache). Die spezifische Varietätenstruktur einer Einzelsprache bezeichnet Eugenio Coseriu als Architektur der Sprache.

## Varietäten im deutschen Sprachraum
Die „diatopische“ Dimension: Im mitteleuropäischen deutschen Sprachraum wird das Standarddeutsche als plurizentrische Sprache neben den Dialektvarietäten gesprochen oder ist von diesen beeinflusst. Im oberdeutschen Sprachraum der Deutschschweiz spricht man (auch) ein Schweizer Hochdeutsch und verwendet sogenannte Helvetismen; in der Republik Österreich spricht man österreichisches Deutsch und verwendet sogenannte Austriazismen. Die meisten sprachlichen Ausprägungen der hochdeutschen Standardsprache sind im größten und bevölkerungsreichsten Staat im deutschen Sprachraum anzutreffen, in der Bundesrepublik Deutschland. Hier vermischen sich Ausformungen des Hochdeutschen auch mit regionalen Sprachformen des Nieder-, Mittel- und Oberdeutschen. Ein einheitliches sogenanntes bundesdeutsches Hochdeutsch aller „Bundesdeutschen“ (= Deutsche in der Bundesrepublik Deutschland) mit sogenannten Teutonismen gibt es nicht, denn es kommen auch innerhalb Deutschlands verschiedene Varietäten vor. Auch in Liechtenstein, Luxemburg, in Ostbelgien und Südtirol sind eigene Sprachvarietäten der deutschen Standardhochsprache verbreitet.
Beispiele für Varietäten des Deutschen in der „diastratischen“ Dimension sind neben dem Standarddeutschen das Ruhrdeutsch, Kiezdeutsch oder die verschiedenen Formen des Rotwelschen, wie beispielsweise das Jenische.